# La regina del karate
La regina del karate  è un film hongkonghese del 1972 diretto da Lung Chien.

## Trama
Una donna di Canton va a Shangai, alla ricerca dei suoi due figli scomparsi. Per guadagnarsi da vivere si esibisce come artista di strada in esercizi di karate; la sua presenza non è gradita a Lin Hie, capo della zona francese di Shangai. Quando l'anziana donna viene a saperre che Lin Hie è responsabile della morte di suo figlio e che tiene prigioniera la figlia, ne ordina lo sterminio.